# Берг-ім-Драуталь
Берґ ім Драуталь — громада в землі Каринтія, Австрія.
| Австрія | Це незавершена стаття з географії Австрії. Ви можете допомогти проєкту, виправивши або дописавши її. |